# Fallbuch
Ein Fallbuch, engl. Casebook ist ein speziell konzipiertes Lehrbuch. Es dient dem strukturierten Wissenstransfer theoretischer Kenntnisse in die Praxis. Manchmal enthält ein Fallbuch darüber hinaus auch Prüfungsfragen oder eine Einführung in die Methodenlehre und in das wissenschaftliche Arbeiten.

## Rechtswissenschaft

### Ziele und Methoden das Fallbuchs
Während andere Unterrichtsmethoden, wie die Vorlesung oder das Lehrbuch, in erster Linie auf Wissensvermittlung und Darstellung eines Rechtsgebiets abzielen, bezweckt ein Fallbuch die einzelfallbezogene Anwendung des Lehrstoffes. Zu einem abstrahierten, höchstrichterlich aber oft bereits entschiedenen Lebenssachverhalt wird das einschlägige Gesetz ermittelt und exemplarisch angewendet. Die im Fall handelnden natürlichen wie juristischen Personen werden typischer als A, B oder C bezeichnet oder tragen fiktive Namen. Die Aufgabe des Studenten besteht darin, anhand der herrschenden Meinung eine juristische Lösung zu erarbeiten, zumindest aber zu einem vertretbaren Ergebnis zu kommen.
Das Fallbuch lässt sich den induktiven Lehrverfahren zuordnen und schult die Fähigkeit der Subsumtion. Vom Einzelfall wird auf eine generell abstrakte formulierte Gesetzesbestimmung oder Rechtsregel geschlossen. Diese Eigenschaft der Fallbücher dient dem besseren Verständnis der oft kompliziert formulierten Gesetzesbestimmungen. Gesetze sind generell und abstrakt formuliert, d. h., sie richten sich an einen allgemeinen Personenkreis. Der Abstraktionsgrad der legistischen Formulierung bezweckt möglichst allgemeine Gültigkeit, wodurch aber auch die Missverständlichkeit und Mehrdeutigkeit größeren Einfluss gewinnen. 

Fälle sind hingegen speziell und konkret formuliert. Die speziell-konkrete Erzählweise füllt „trocken“ formulierte Regelungen mit Leben. Dem Rechtsstudium wird oft vorgeworfen, trocken, nüchtern und sachlich zu sein und großteils aus Auswendiglernen zu bestehen. Dabei wird übersehen, dass die Subsumtionsfähigkeit eines Rechtsanwenders nicht im bloßen Wissen des Rechts besteht, sondern vielmehr in der methodisch korrekten Anwendung von rechtlichen Normen auf einzelne Lebenssachverhalte. Die Schulung der Subsumtionsfähigkeit ist Ziel eines Fallbuchs.
Die induktive Lehrmethode eines Fallbuches weist Parallelen zur Tradition des anglo-amerikanischen Rechtskreises auf, wo dem Fallrecht (engl. Case Law) und dem Richterrecht mehr Bedeutung als Rechtsquelle zukommt als dies in kontinental-europäischen Rechtsordnungen der Fall ist. Speziell der deutsche Rechtskreis zeichnet sich durch deduktiven Rechtserkenntnisgewinn, Systematik sowie rationales, abstraktes und begriffliches Denken aus. Die Verwendung von Casebooks im rechtswissenschaftlichen Unterricht blickt in US-amerikanischen Universitäten auf eine längere Geschichte zurück. Die sogenannte Casebook method wurde zuerst an der Harvard Law School entwickelt und geht auf Christopher Columbus Langdell, einem amerikanischen Juristen des 19. Jahrhunderts, zurück. Die Casebook-Methode ist heute die gängige Unterrichtsmethode, um US-amerikanisches Recht zu lernen. Die führenden Verlage, die Casebooks publizieren, sind in den USA West, Aspen Publishers und LexisNexis, in Österreich der Wiener Universitätsverlag.

### Abgrenzung
Vom Casebook als modernes Unterrichtsmittel zu unterscheiden, sind
- das Judikatenbuch, das eine Sammlung gerichtlicher Entscheidungen zu realen Fällen ist, und
- die Digesten, die eine Zusammenstellung von Werken römischer Rechtsgelehrter sind. Auch die Digesten enthalten Fälle.

Judikatenbücher und Digesten sind spezielle Fallbücher, die ebenfalls in der rechtswissenschaftlichen Lehre verwendet werden.

## Medizin
Medizinische Fallbücher vermitteln anhand von Patientenbeispielen die Befunderhebung und Therapie auf den verschiedenen Fachgebieten.